# Cunoniaceae
Cunoniaceae is een botanische naam, voor een familie van tweezaadlobbige planten. Een familie onder deze naam wordt vrij algemeen erkend door systemen voor plantentaxonomie, en zo ook door het APG-systeem (1998) en het APG II-systeem (2003).
Het gaat om een niet al te grote familie van hooguit enkele honderden soorten. De exacte omschrijving van de familie wisselt iets, afhankelijk van het gebruikte systeem.
In het Cronquist-systeem (1981) is de plaatsing in de orde Rosales; dit is dezelfde plaatsing als in het Wettstein-systeem (1935).